# Catonia texana
Catonia texana är en insektsart som beskrevs av O'brien 1971. Catonia texana ingår i släktet Catonia och familjen vedstritar. Inga underarter finns listade i Catalogue of Life.